# حكومة خالد العظم الأولى
تشكلت حكومة خالد العظم الأولى في 5 نيسان 1941 بموجب بقرار المفوض السامي رقم 71 ل·ر الصادر بتاريخ 2 نيسان 1941 القاضي بتسمية السيد خالد العظم رئيساً وكذلك بالمراسيم من 1 إلى 5. نشرت القرارات بالجريدة الرسمية للجمهورية السورية العدد /14/ في 10 نيسان 1941· استمرت هذه الحكومة حتى 12 أيلول 1941.
هي الحكومة الرابعة والعشرين في تاريخ سوريا الحديث، والتاسعة في عهد الجمهورية السورية الأولى، كانت حكومة مؤقتة، أسندت إلى رئيسها مهام رئاسة الجمهورية أيضًا، وشكلت من محايدين، وخلال عهدها دخلت قوات الحلفاء إلى سوريا، ودامت خمسة أشهر فقط، ففي 12 سبتمبر 1941، أعلن المفوض الفرنسي، تعيين تاج الدين الحسني رئيسًا وإعادة العمل بالدستور، وإقامة الانتخابات «في أقرب فرصة ممكنة».

## التشكيل الوزاري
تألفت حكومة خالد العظم الأولى من الوزراء:
| المنصب               | الصورة | شاغل المنصب     | الحزب | الحزب | في المنصب من  | في المنصب حتى  | ملاحظات |
| -------------------- | ------ | --------------- | ----- | ----- | ------------- | -------------- | ------- |
| رئيس الوزراء         |        | خالد العظم      |       |       | 5 نيسـان 1941 | 12 أيلـول 1941 | [ 4 ]   |
| وزير الداخلية        |        | خالد العظم      |       |       | 5 نيسـان 1941 | 12 أيلـول 1941 |         |
| وزير الاقتصاد الوطني |        | نسيب البكري     |       |       | 5 نيسـان 1941 | 12 أيلـول 1941 | [ 7 ]   |
| وزير الأشغال العامة  |        | نسيب البكري     |       |       | 5 نيسـان 1941 | 12 أيلـول 1941 | [ 7 ]   |
| وزير المالية         |        | حنين صحناوي     |       |       | 5 نيسـان 1941 | 12 أيلـول 1941 |         |
| وزير العدلية         |        | صفوت قاطر آغاسي |       |       | 5 نيسـان 1941 | 12 أيلـول 1941 |         |
| وزير المعارف         |        | محسن البرازي    |       |       | 5 نيسـان 1941 | 12 أيلـول 1941 |         |

| سبقه حكومة بهيج الخطيب | الحكومات في سوريا نيسان 1941 - أيلول 1941 | تبعه حكومة حسن الحكيم الأولى |

## الملاحظات
1. ↑  فراغ الحقل لا يعني بالضرورة أن شاغل المنصب مستقل سياسياً أو غير حزبي، ولكن بسبب عدم توفر المعلومات أو المصادر.

## روابط خارجية
- الحكومات السورية على موقع رئاسة مجلس الوزراء
- الحكومات السورية على موقع مجلس الشعب السوري
- وزارات الدولة على بوابة الحكومة الإلكترونية السورية
- الوزارات والهيئات الحكومية على موقع مجلس الشعب السوري